# Anni '40 (film)
Anni '40 (Hope and Glory) è un film del 1987 diretto da John Boorman.

## Trama
La famiglia Rowan, composta da Bill, le sue sorelle, la piccola Sue e l'adolescente Dawn, ed i loro genitori, Grace e Clive, vive in un sobborgo di Londra. Dopo lo scoppio della seconda guerra mondiale, Clive si unisce all'esercito, lasciando sola la moglie a vegliare i bambini. Visto attraverso gli occhi di un bambino di dieci anni, i bombardamenti del Blitz sembrano dei fuochi d'artificio, ma la sua famiglia sa quali eventi terrificanti si stanno verificando. Le bombe continuano a cadere, ma la forza di volontà porta la famiglia a sopravvivere. Dawn si innamora di un soldato canadese e rimane incinta. La famiglia si trasferirà dall'altra parte del Tamigi dopo che la loro casa è andata a fuoco, non per un raid aereo ma per un incendio ordinario. A questo punto Bill può trascorrere più tempo con il nonno.

## Produzione
Il film è basato sull'esperienza diretta dello stesso regista e racconta gli anni del cosiddetto London Blitz, avvenuto nel corso della seconda guerra mondiale. Il titolo originale (Hope and Glory) deriva dalla canzone patriottica tradizionale britannica Land of Hope and Glory. Il film è stato girato principalmente presso l'aeroporto in disuso di Wisley, nel Surrey. Le scene in riva al fiume sono state girate sulla chiusa di Shepperton.

## Critica
Nel 1999 il British Film Institute l'ha inserito al 90º posto della lista dei migliori cento film britannici del XX secolo.

## Riconoscimenti
- 1988 - Premio Oscar
  - Nomination Miglior film a John Boorman
  - Nomination Migliore regia a John Boorman
  - Nomination Migliore sceneggiatura originale a John Boorman
  - Nomination Migliore fotografia a Philippe Rousselot
  - Nomination Migliore scenografia a Anthony Pratt e Joanne Woollard
- 1988 - Golden Globe
  - Miglior film commedia o musicale
  - Nomination Migliore regia a John Boorman
  - Nomination Migliore sceneggiatura a John Boorman
- 1988 - Premio BAFTA
  - Miglior attrice non protagonista a Susan Wooldridge
  - Nomination Miglior film a John Boorman
  - Nomination Migliore regia a John Boorman
  - Nomination Miglior attrice protagonista a Sarah Miles
  - Nomination Miglior attore non protagonista a Ian Bannen
  - Nomination Migliore sceneggiatura originale a John Boorman
  - Nomination Migliore fotografia a Philippe Rousselot
  - Nomination Migliore scenografia a Anthony Pratt
  - Nomination Migliori costumi a Shirley Russell
  - Nomination Miglior trucco a Anna Dryhurst
  - Nomination Miglior montaggio a Ian Crafford
  - Nomination Miglior sonoro a Ron Davis, Peter Handford e John Hayward
  - Nomination Miglior colonna sonora a Peter Martin
- 1987 - Los Angeles Film Critics Association Award
  - Miglior film
  - Migliore regia a John Boorman
  - Migliore sceneggiatura a John Boorman
- 1988 - Boston Society of Film Critics Award
  - Miglior film